# Andrew Warren
Andrew Michael Warren (Indianapolis, 2 agosto 1987) è un ex cestista statunitense.

## Palmarès
- Lega Balcanica: 1

Pristina: 2015-16